# Janet Cardiff
Janet Cardiff, artista canadenca, es reconeguda pel seu treball i experimentació amb instal·lacions de so, sovint en col·laboració amb el seu marit i soci George Bures Miller. Ambdós exploren els camps de l'art conceptual i el media art.
Cardiff va obtenir el seu primer reconeixement internacional en el món de l'art per les seves àudioguies ("passeigs d'àudio") el 1995. Actualment, viu i treballa a la Columbia Britànica, Canadà.

## Primers anys i educació
Cradiff, nascuda el 15 de març de 1957, a Brussel·les, Ontario, Canadà, va créixer en una granja als afores d'un petit poble. Al llarg de la seva etapa acadèmica conformà un seguit de títols: El 1980, va obtenir el seu BFA (Bachelor of Fine Arts) a la Universitat de Queens, Kingston, Ontario. Tres anys més tard, al 1983 obtindria un MVA a la Universitat d'Alberta, Edmonton, Alberta, Canadà. Centre on va conèixer a Miller, que es convertiria en el seu futur marit i col·laborador.
Durant els seus anys de formació, Cardiff es va especialitzar i centrar en fotografia i gravat. Un dels seus primers treballs van ser serigrafies a gran escala. La seva primera col·laboració artística amb Bures Miller, el 1983, va ser una pel·lícula de format Super-8 anomenada The Guardian Angel. Després d'aquesta experiència cinematogràfica, els treballs de Cardiff començarien a incloure elements de seqüenciació narrativa, experiments amb so i moviment, endinssant-se en l'art digital i diverses disciplines artístiques més.

## Treballs en solitari
El seu primer gran treball basat en so gravat es va anomenar The Whispering Room, una obra mínima que consta d'un espai fosc amb 16 petits altaveus rodons muntats en suports que reprodueixen la veu de personatges individuals. A mesura que els visitants es mouen per l'espai s'activa un projector de pel·lícules que reprodueix una pel·lícula lleugerament a càmera lenta.
Cardiff descriu l'obra acuradament de la següent manera: 
“A través de l'espai expositiu hi ha setze petits altaveus d'àudio muntats en suports metàl·lics. La il·luminació és baixa. De cada parlant se sent una veu femenina, de vegades conversant amb una altra, descrivint esdeveniments o accions des de diversos punts de vista; observacionals, vivencials, passats, presents o futurs, en vint o quaranta segons en segments. Cada altaveu manté un diàleg diferent. La història es desenvolupa per la manera en què l'oient es mou d'un altaveu a un altre a través de l'espai. Trencant amb l'atmosfera de veus tranquil·les, hi és una imatge projectada a la paret a partir d'un projector de pel·lícula de l6mm. Un bucle de pel·lícula d'una noia ballant al bosc, que juga durant 30 segons i després s'apaga.”

Algunes de les obres en solitari més conegudes són els seus passeigs amb audioguies. La seva primera va ser creada casualment durant la seva residència al Banff Center el 1991. El 1996, se li va demanar que creés una peça específica per al recinte del museu del Museu de Louisiana a Dinamarca, conegut com a Louisiana Walk. Des de llavors, ha creat altres treballs notables com Her Long Black Hair (2004), un misteriós viatge pels camins del segle XIX de Central Park, resseguint els passos d'una enigmàtica dona de cabells foscos. Com ara, Words Drawn in Water (2005) per al Museu Hirshhorn, amb d'un recorregut per la zona del National Mall a Washington.
Cardiff és present a diferents exposicions arreu d'Europa i America, com ara amb: Present Tense, Nine Artists in the Nineties, al San Francisco Museum of Modern Art, NowHere, al Louisiana Museum (Dinamarca) , The Museum as Muse, al Museum of Modern Art, Carnegie International '99/00, del Tate Modern Opening Exhibition, així com un projecte encarregat per Artangel a Londres.
El darrer treball, anomenat "The Missing Voice (Case Study B)" es va encarregar l'any 1999 i continua en funcionament. Es tracta d'un recorregut amb àudio que surt des de la Biblioteca de Whitechapel, al costat de la parada del metro de Whitechapel i que recorre l'East End de Londres, teixint narrativa de ficció amb descripcions sobre el paisatge real. Cardiff creà l'obra "en part, com a una resposta a viure en una gran ciutat com Londres (...) i ser una persona solitària perduda entre les masses. Normalment, visc en una petita ciutat del Canadà, de manera que l'experiència de Londres va remarcar la paranoia que crec que és comuna a molta gent, especialment dones, a mesura que s'ajusten a una ciutat estranya. Intentava relacionar amb l'oient els escenaris de flux de consciència que invento constantment en la meva ment quan veig algú passar o caminar per un carreró fosc"
A més a més, Cardiff va representar el Canadà a la Biennal d'Art de São Paulo el 1998 i a la 6a Biennal d'Istanbul el 1999 amb el seu company George Bures Miller.

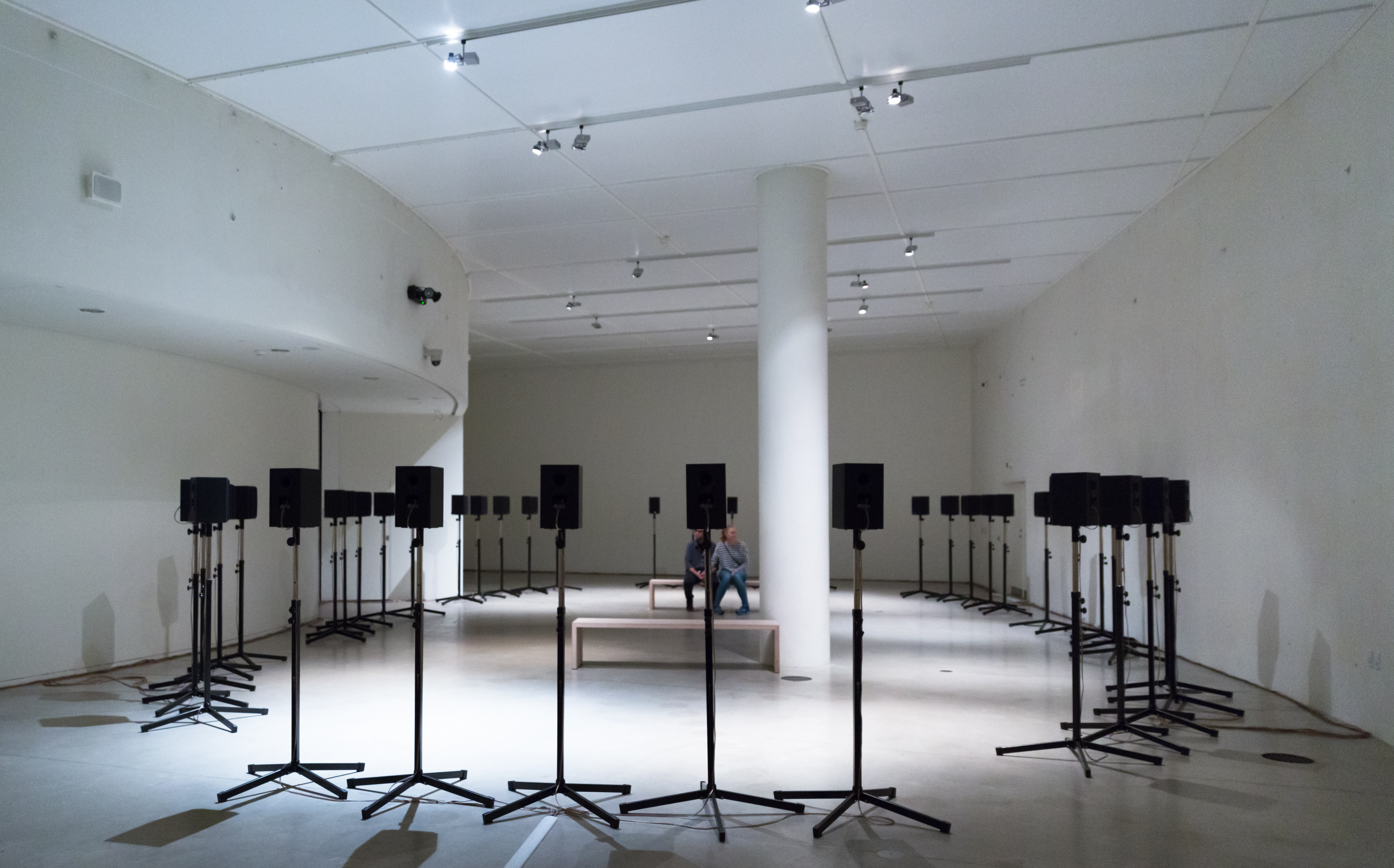
Motet de quaranta parts, fotografia © Villy Fink Isaksen, Wikimedia Commons, llicència cc-by-sa-3.0

A l'instal·lació Forty Part Motet (2001) va col·locar 40 altaveus en 8 grups, dels quals cada altaveu reproduïa una gravació d'una veu cantant Spem in alium de Thomas Tallis, permetent al públic caminar per l'espai i escoltar les veus individuals de la veu polifònica. Aquesta obra forma part actualment de la col·lecció permanent de la National Gallery of Canada a Ottawa, Ontario, Canadà. el Museu d'Art Modern de la ciutat de Nova York, i d'Inhotim a Brumadinho, Brasil.
Aquesta obra es va presentar a The Cloisters, un museu dels EUA, situat al nord del barri de Manhattan, durant el setembre de 2013, fins al desembre del mateix any. Construït per a presentar la reconstrucció de parts d'uns cinc claustres medievals europeus, procedents de Catalunya, Occitània i França, l'obra de Cardiff va la primera presentació d'art contemporani que acolliria el museu. L'obra es va instal·lar a la capella de Fuentidueña, que presenta l'absis de finals del segle XII de l'església de San Martín de Fuentidueña, prop de Segòvia, Espanya, proporcionant una experiència acústica transformada.
"Una retrospectiva de mitja carrera, Janet Cardiff: A Survey of Works, Including Collaborations with George Bures Miller", es va inaugurar al PS 1 Contemporary Art Center, Long Island City, Queens, l'any 2001 i ha arribat fins a Mont-real, Oslo i Torí. Es tracta d'un llibre complet que inclou un CD amb 3 recorreguts d'àudio i textos en anglès.
D'altra banda, les exposicions del 2006 inclouen Good Vibrations–Le arti visive e il Rock, al Palazzo delle Papesse (Centre d' Arte Contemporani) a Siena; Anticipation, al Museum of Contemporary Photography a Chicago; i Sonic Presence, al Bergen Kunsthall, Bergen, Noruega.
In Real Time (1999) va ser el primer passeig de vídeo que va crear Cardiff. Va tenir lloc a la biblioteca del Carnegie Museum of Art i comença amb el participant posant-se uns auriculars connectats a una petita càmera de vídeo. En reproduir-se, Cardiff diu que mireu la pantalla i seguiu el que veiem i escoltem durant aproximadament 18 minuts. Aquesta peça es basa en les discrepàncies entre el que es veu al monitor de vídeo i el que està passant a la biblioteca. "La història es va convertir en una narració utilitzant la idea del públic / participant com a “rata” en un laberint, posant a prova els límits de la realitat." - Cardiff

## Treball amb George Bures Miller
La primera instal·lació multimèdia en col·laboració que Cardiff i Miller van crear i mostrar el 1995 a Vancouver s'anomenà "The Dark Pool" . L'obra consisteix en una habitació poc il·luminada, moblada amb cartró, catifes i efímers i artefactes col·leccionats, per on els visitants es mouen, provocant sons com ara segments musicals, porcions de converses i fragments d'històries. Cardiff i Miller consideren l'obra molt personal i, malgrat les ofertes, no l'han venuda.
Cardiff i Bures Miller van representar el Canadà a la 49a Biennal de Venècia amb el Paradise Institute (2001), amb un projecte que constava d'una sala de cinema de 16 seients on els espectadors miraven una pel·lícula i s'enredaven com a testimonis d'un possible crim representat a l'audiència del món real i a la pantalla.
Dues històries s'executen simultàniament. Hi ha la “pel·lícula visual” i la seva banda sonora que l'acompanya i que es desplega davant dels espectadors; sobre aquesta hi ha la “acció auditiva” d'un suposat públic. La pel·lícula és una barreja de gèneres: és part cinema noir, part thriller, part sci-fi, i part experimental. El més particular de la instal·lació és el “so envoltant” personal binaural que cada individu del públic experimenta a través dels auriculars. La sensació d'aïllament que cadascú pot sentir es trenca per les intrusions que semblen venir de dins del teatre. Com ara un mòbil sonant que pertany a un membre de l'audiència. La ficció i la realitat es barregen a mesura que l'absorció en la pel·lícula és suspesa i altres realitats flueixen.

Cardiff i Bures Miller han tingut exposicions recentment a la Fraenkel Gallery, San Francisco (2018), la Art Gallery of Alberta (2010), Fruitmarket Gallery, Edimburg, Escòcia (2008) el Miami Art Museum (2007) Vancouver Art Gallery (2007) 2005), Luhring Augustine, Nova York (2004), Contemporary Arts Center, Cincinnati (2003), Art Gallery of Ontario (AGO) (2002), National Gallery of Canada (2002) i Oakville Galleries, Oakville, Ontario (2000).
L'any 2012 va participar juntament amb el seu marit a la Documenta de Kassel, on van proposar dues instal·lacions: la primera és una instal·lació d'àudio al bosc anomenada Forest (durant mil anys...) d'un bucle d'àudio de 28 minuts. La segona és un passeig/caminada de vídeo de 26 minuts produïda especialment per a Documenta i anomenada Caminada de vídeo Alter Bahnhof. El 2013, la Galeria d'Art d'Ontario i la Galeria d'art de Vancouver van organitzar Lost in the Memory Palace: Janet Cardiff and George Bures Miller, una enquesta seleccionada, que va centrar el treball de Cardiff i Miller des de mitjans dels anys noranta fins al 2013. Els projectes recents inclouen Thought Experiments in F# Minor (2019), una instal·lació de vídeo immersiva específica per a un lloc al Walt Disney Concert Hall de Los Angeles; i Cardiff & Miller (2019), una exposició individual al Museu d'Art Contemporani de Monterrey a Mèxic.

## Premis atorgats conjuntament a Janet Cardiff i George Bures Miller
- Premi del Mil·lenni de la National Gallery of Canada (2001);[18]
- Premi especial La Biennale di Venezia a Venècia, lliurat per primera vegada a artistes canadencs (2001);[19]
- Premi Benesse, que reconeix els artistes que obren nous camins artístics amb esperit experimental i pioner (2001);[19]
- Premi Käthe Kollwitz, Alemanya (2011);[20]
- Premi Wilhelm Lehmbruck en honor a l'obra de la seva vida, que ha "obert noves perspectives per a l'escultura als segles XX i XXI" (2020)[17]